# ریچارد دمیلو
ریچارد دمیلو (انگلیسی: Richard DeMillo؛ زادهٔ ۲۶ ژانویهٔ ۱۹۴۷) دانشمند رایانه در زمینه امنیت رایانه است.